# Пожары Пепельной среды
Пожары Пепельной среды (англ. Ash Wednesday fires) — серия лесных пожаров, произошедших в юго-восточной Австралии 16 февраля 1983 года (название связано с тем, что на этот день пришлась Пепельная среда).
В течение 12 часов, более 180 лесных пожаров было зафиксировано в двух австралийских штатах, Виктория и Южная Австралия. Пожары были разнесены по большой территории двух штатов благодаря ветру, достигавшему скорости 110 километров в час. Годы сильнейшей засухи, предшествующей событиям этого дня, а также экстремальные погодные условия способствовали распространению огня на огромную территорию с большой скоростью. До событий, произошедших в 2009 году в штате Виктория и произошедших в 2019-2020 годах в частности, регионы Северное побережье Нового Южного Уэльса, Среднее Северное Побережье, регион Хантер, город Говкесбери, Воллондилли, окраины города Сидней, Голубые горы, Иллаварра, Южное побережье и другие, эти пожары были самым смертоносным событием в невоенной истории Австралии.
Жертвами лесных пожаров в этот день стали 47 человек в Виктории и 28 человек в Южной Австралии. Эти цифры включают 17 человек персонала Пожарной охраны Австралии. Основной причиной большинства жертв стало резкое изменение погодных условий (направление и сила ветра) во второй половине дня 16 февраля, которое повлекло за собой резкое и непредсказуемое изменение фронта огня. В результате пожаров в этот день было эвакуировано порядка 8 000 человек только в Виктории. В Южной Австралии в этот день впервые в истории было объявлено чрезвычайное положение.
Среда Пепла стала одним из наиболее разрушительных событий в истории Австралии. Более 3 700 зданий было уничтожено в этот день и 2 545 человек потеряли свои дома. Сельскому хозяйству был нанесён огромный урон: 340 000 овец, 18 000 коров были уничтожены в этот день.